# Сербинівка (Хмельницький район)
Серби́нівка — село в Україні, у Староостропільській сільській громаді Хмельницького району Хмельницької області. Населення становить 777 осіб. До 2020 орган місцевого самоврядування — Староостропільська сільська рада. Поштовий індекс — 31144.

## Герб
У золотому щиті з хвилястою лазуровою базою зелений кленовий листок. Листок клена - символ того, що село є батьківщиною Юрія Клена. Лазурова база - символ річки Случ.

## Історія
7 (20) листопада 1917 року, відповідно до Третього Універсалу Української Центральної Ради, увійшло до складу Української Народної Республіки.
12 червня 2020 року, відповідно до розпорядження Кабінету Міністрів України № 727-р «Про визначення адміністративних центрів та затвердження територій територіальних громад Хмельницької області», увійшло до складу Староостропільської сільської громади.
19 липня 2020 року, після ліквідації Старокостянтинівського району, село увійшло до Хмельницького району.
Село Сербинівка — батьківщина відомого українського письменника Юрія Клена. Нині на місці, де стояла хата, в якій народився Юрій Клен, встановлено пам'ятний знак.

## Населення

### Мова
Розподіл населення за рідною мовою за даними перепису 2001 року:
| Мова       | Кількість | Відсоток |
| ---------- | --------- | -------- |
| українська | 775       | 99.74%   |
| російська  | 2         | 0.26%    |
| Усього     | 777       | 100%     |

## Галерея

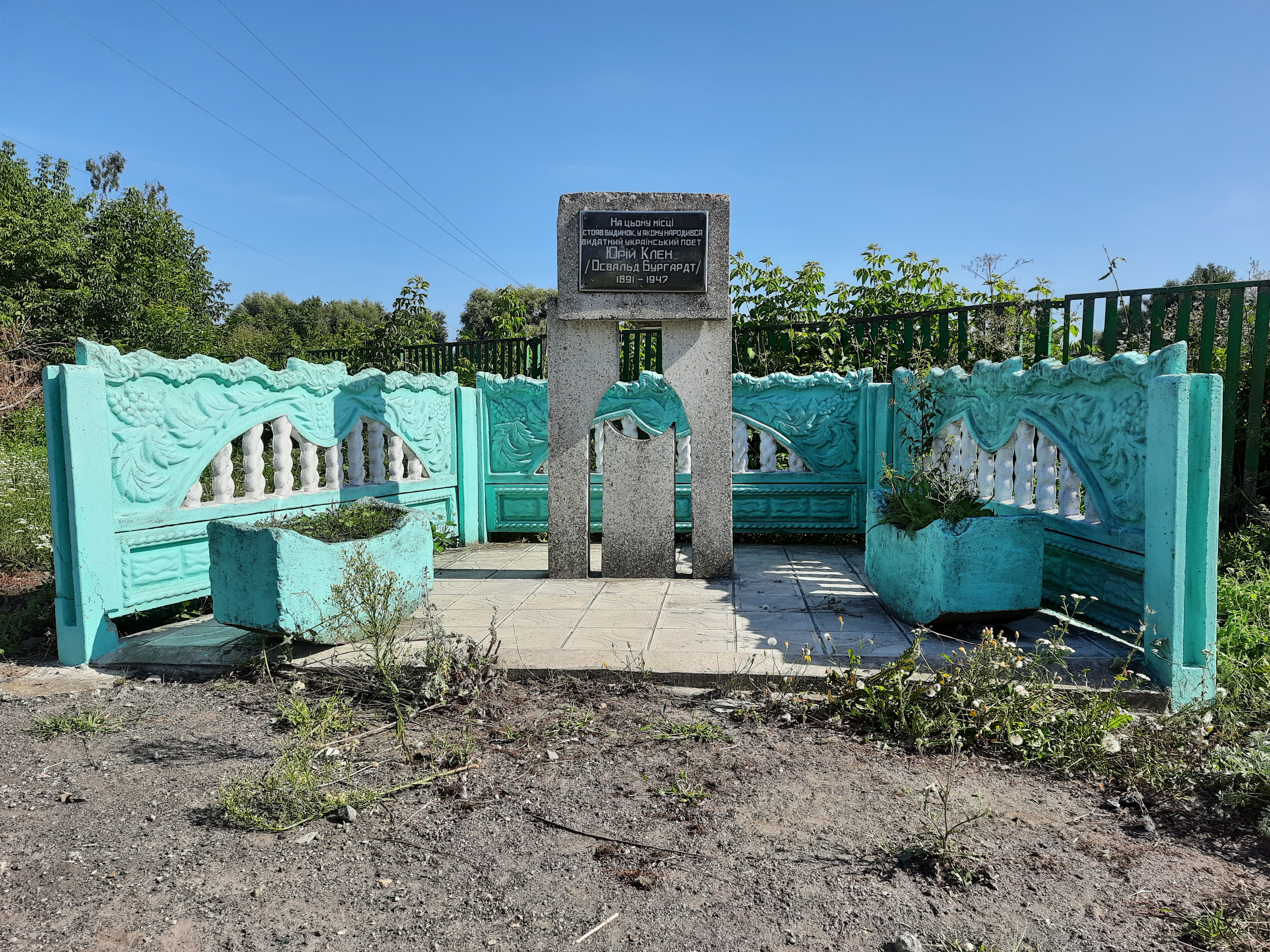
Пам'ятний знак на місці, де стояла хата письменника Юрія Клена
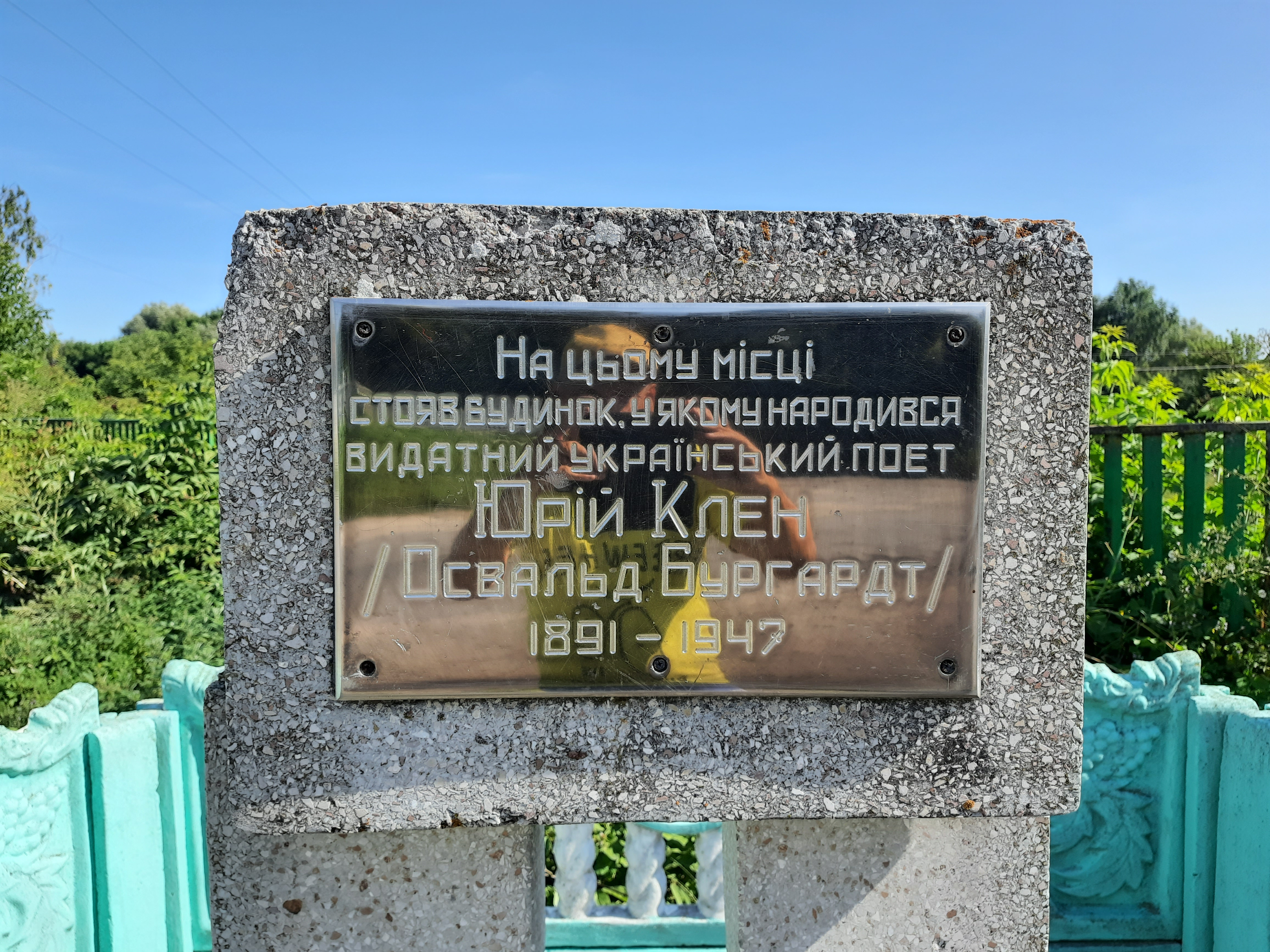
Пам'ятна табличка в честь Юрія Клена
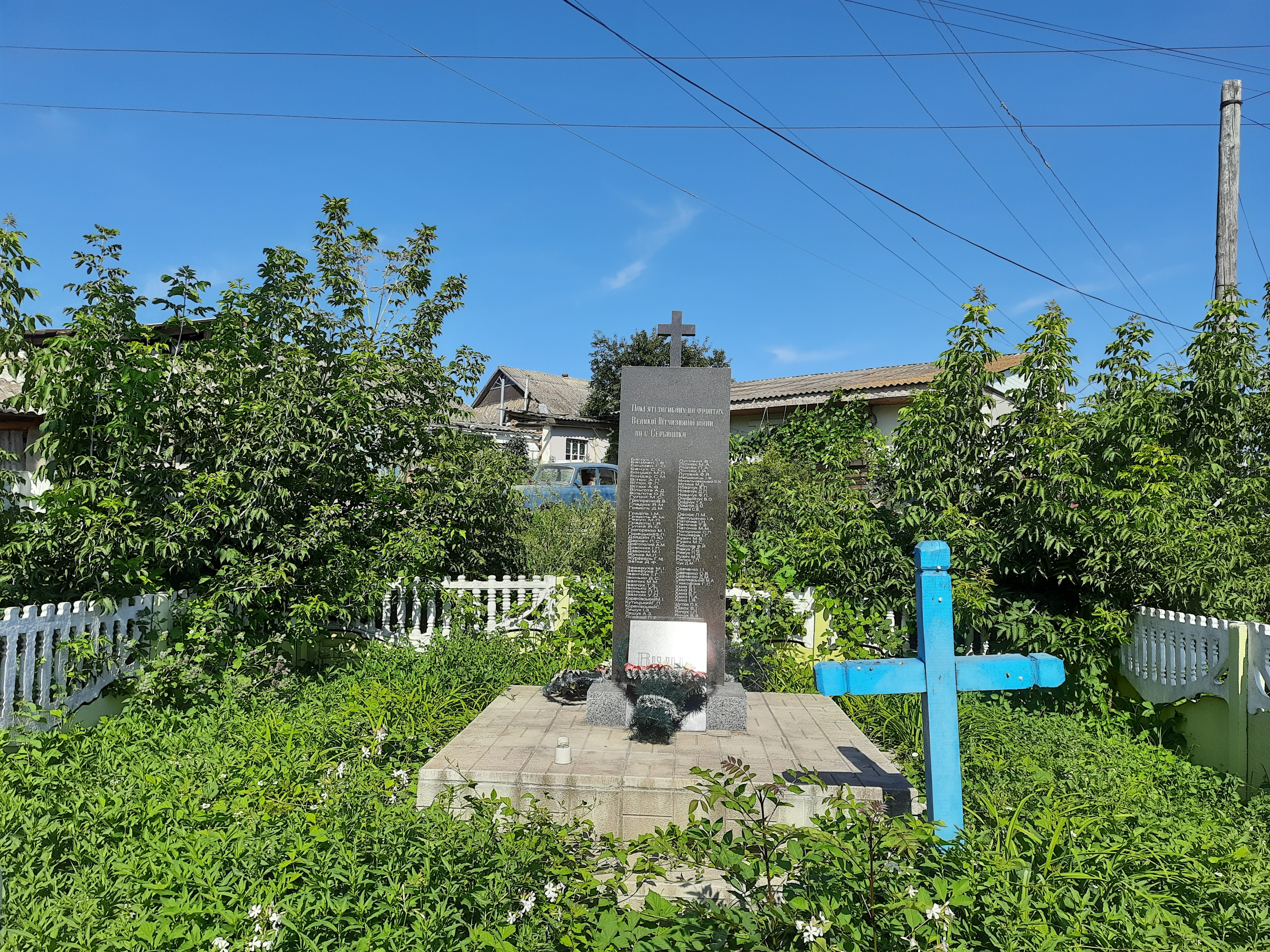
Пам'ятний знак на честь воїнів-односельців